# حافظ باشايف
حافظ مير جلال أوغلو باشاييف (بالأذرية: Hafiz Mir-Cəlal oğlu  Paşayev) (وُلد في 2 مايو 1941)، سياسي أذري، شغل منصب نائب وزير الخارجية في جمهورية أذربيجان من عام 2006 حتى عام 2019. كما يُعد المؤسس الأول ورئيس جامعة إيه دي إيه  منذ عام 2006. يحمل درجة دكتوراه في العلوم في الفيزياء، وكان سفير جمهورية أذربيجان لدى الولايات المتحدة الأمريكية حتى عام 2006.

## حياته
وُلد حافظ باشايف في 2 مايو 1941 بمدينة باكو. تخرّج من كلية الفيزياء بجامعة باكو الحكومية عام 1963.
عمل في الفترة من 1964 إلى 1967 في معهد الفيزياء التابع لأكاديمية العلوم الوطنية الأذربيجانية، كما أتم دراسته في معهد ألطاقة الذرية الذي يحمل اسم إيجور خرشاتوف في موسكو.
شغل منصب باحث ومدير مختبر في معهد الفيزياء بأكاديمية العلوم الوطنية الأذربيجانية بين عامي 1971 و1992. ونال درجة دكتوراه في العلوم الفيزيائية عام 1984.
واصل أبحاثه في جامعة كاليفورنيا بمدينة إيرفين خلال الفترة من 1975 إلى 1976. عمل حافظ باشايف سفيرًا لجمهورية أذربيجان في الولايات المتحدة، بالإضافة إلى كندا والمكسيك، في الفترة من 1993 إلى 2006.
في 14 أغسطس 2006، تم تعيينه نائبًا لوزير الخارجية في جمهورية أذربيجان، ورئيسًا للجامعة التابعة لأكاديمية أذربيجان الدبلوماسية بوزارة الخارجية.
له أكثر من مئة بحث علمي وعدد من المقالات المنشورة. يتقن اللغتين الإنجليزية والروسية.

## الحياة الخاصة
حافظ باشايف متززج ولديه ولدان وأربعة أحفاد. وهو شقيق عارف باشاييف، وعم مهريبان علييفا ونرجيز باشايفا